# Arabeske (Musikstück)
Die Arabeske (aus dem Französischen, auch: Arabesque) ist in ihrem Ursprung ein orientalisches Ornament (eine Verzierung, siehe Arabeske).
Der Begriff wird in der Musik unter anderem als ein an keine Formen gebundenes, heiteres, blumiges, delikates und besonders fürs Klavier komponiertes Musikstück verwendet. Beispielsweise haben Robert Schumann (Arabeske op. 18) und Claude Debussy (Deux Arabesques) Arabesken geschrieben.